# Hoa hậu Trái Đất 2009
Hoa hậu Trái Đất 2009 là cuộc thi Hoa hậu Trái Đất lần thứ 9, được tổ chức vào ngày 22 tháng 11 năm 2009 tại Trung tâm Hội nghị và Khu Nghỉ dưỡng Boracay Ecovillage ở Boracay, Philippines. 80 thí sinh đại diện cho các quốc gia và vùng lãnh thổ đến Philippines để tham dự cuộc thi.
Đêm chung kết được phát sóng trên kênh ABS-CBN của Philippines và có khoảng hơn 80 quốc gia xem qua các kênh The Filipino Channel và các kênh truyền hình khác. Trong đêm chung kết, Hoa hậu Trái Đất 2008 Karla Paula Henry đến từ Philippines đã trao vương miện cho người kế nhiệm, cô Larissa Ramos đến từ Brazil. Đây là lần thứ hai quốc gia này đăng quang ngôi vị cao nhất sau chiến thắng của Priscilla Meirelles vào năm 2004. Với chiến thắng này, Brazil đã trở thành quốc gia đầu tiên đoạt ngôi vị Hoa hậu Trái Đất hai lần.

## Thông tin cuộc thi
Tổ chức Hoa hậu Trái Đất (MEO) đã cố gắng để cuộc thi năm nay được tổ chức ở Thành phố Cebu. Tuy nhiên, thị trưởng của thành phố đã từ chối do vấn đề tài chính. Sau nhiều tháng đàm phán, cuộc thi ra quyết định sẽ diễn ra tại Boracay vào ngày 22 tháng 11 năm nay.

## Xếp hạng

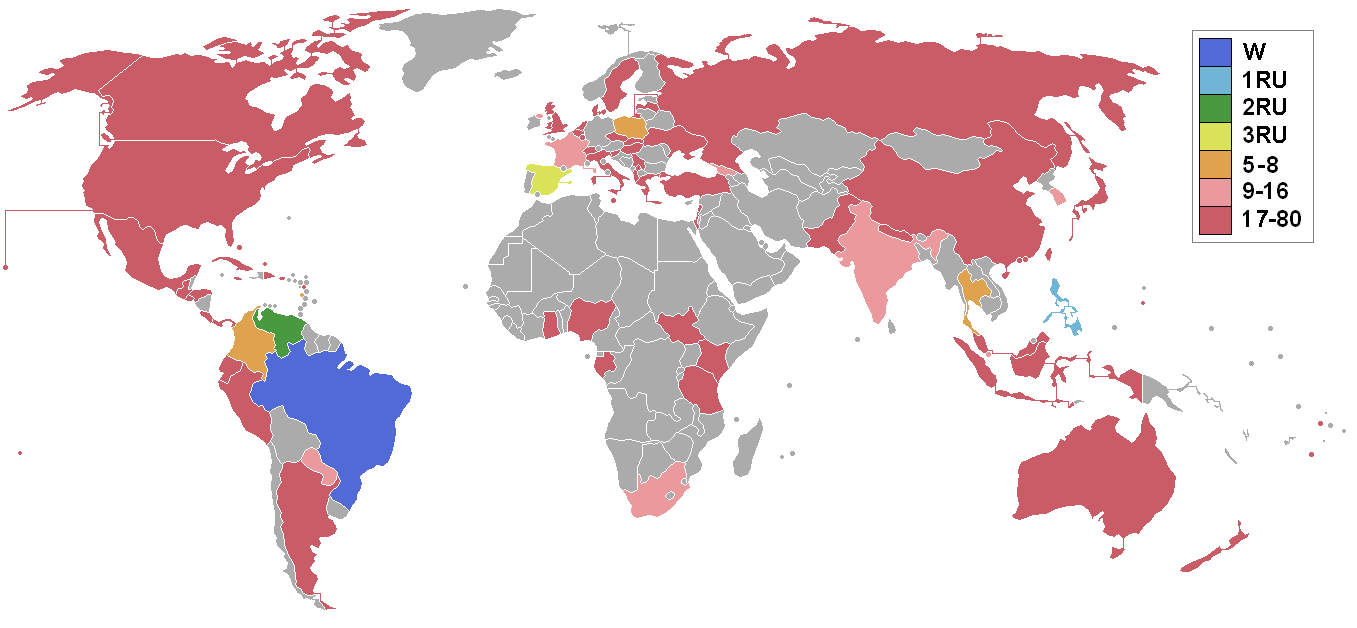
Các quốc gia và lãnh thổ tham gia Hoa hậu Trái Đất 2009 và kết quả

### Kết quả chung cuộc
| Kết quả cuối cùng           | Thí sinh |
| --------------------------- | --- |
| Hoa hậu Trái Đất 2009       | - Brazil – Larissa Ramos |
| Hoa hậu Không khí (Á hậu 1) | - Philippines – Sandra Inez Seifert |
| Hoa hậu Nước (Á hậu 2)      | - Venezuela – Jessica Barboza |
| Hoa hậu Lửa (Á hậu 3)       | - Tây Ban Nha – Alejandra Echevarria |
| Top 8                       | - Colombia – Alejandra Castillo - Martinique – Pascale Nelide - Ba Lan – Izabela Wilczek - Thái Lan – Rujinan Phanseethum                                                                                                  |
| Top 16                      | - Bắc Ireland – Kayleigh O'Reilly - Georgia – Nona Diakonidze - Ấn Độ – Shriya Kishore - Paraguay – Gabriela Rejala - Pháp – Magalie Thierry - Nam Phi – Chanel Grantham - Singapore – Valerie Lim - Hàn Quốc – Park Ye-ju |

### Giải thưởng phụ
| \| Giải thưởng \| Quốc gia \| Thí sinh \| \| --------------------------------------------- \| ------------ \| ------------------- \| \| Trang phục dân tộc đẹp nhất \| Tanzania \| Evelyne Almasi \| \| Trình diễn áo tắm đẹp nhất \| Philippines \| Sandra Inez Seifert \| \| Trang phục dạ hội đẹp nhất \| Philippines \| Sandra Inez Seifert \| \| Hoa hậu Tài năng \| Tahiti \| Niuriki Teremate \| \| Hoa hậu Ảnh \| Cộng hòa Séc \| Tereza Budková \| \| Hoa hậu Thân thiện \| Thụy Sĩ \| Graziella Rogers \| \| Hoa hậu mặc thiết kế Eco-Bag đẹp nhất \| Cộng hòa Séc \| Tereza Budková \| \| Hoa hậu mặc Eco-Design đẹp nhất \| Jamaica \| Jenaae Jackson \| \| Hoa hậu sử dụng các sản phẩm bản địa tốt nhất \| Albania \| Suada Saliu \| \| Miss Fontana \| Trung Quốc \| Yan Xu \| \| Giải thưởng của Placenta \| Puerto Rico \| Dignelis Jiménez \| \| Giải thưởng của Pasigandahan \| Guam \| Maria Luisa Santos \| | Giải thưởng chính Giải thưởng của nhà tài trợ |                     |
| Giải thưởng | Quốc gia                                      | Thí sinh            |
| Trang phục dân tộc đẹp nhất | Tanzania                                      | Evelyne Almasi      |
| Trình diễn áo tắm đẹp nhất | Philippines                                   | Sandra Inez Seifert |
| Trang phục dạ hội đẹp nhất | Philippines                                   | Sandra Inez Seifert |
| Hoa hậu Tài năng | Tahiti                                        | Niuriki Teremate    |
| Hoa hậu Ảnh | Cộng hòa Séc                                  | Tereza Budková      |
| Hoa hậu Thân thiện | Thụy Sĩ                                       | Graziella Rogers    |
| Hoa hậu mặc thiết kế Eco-Bag đẹp nhất | Cộng hòa Séc                                  | Tereza Budková      |
| Hoa hậu mặc Eco-Design đẹp nhất | Jamaica                                       | Jenaae Jackson      |
| Hoa hậu sử dụng các sản phẩm bản địa tốt nhất | Albania                                       | Suada Saliu         |
| Miss Fontana | Trung Quốc                                    | Yan Xu              |
| Giải thưởng của Placenta | Puerto Rico                                   | Dignelis Jiménez    |
| Giải thưởng của Pasigandahan | Guam                                          | Maria Luisa Santos  |

### Thứ tự công bố
| 1. Ba Lan 2. Hàn Quốc 3. Brazil 4. Colombia 5. Thái Lan 6. Tây Ban Nha 7. Bắc Ireland 8. Philippines 9. Nam Phi 10. Pháp 11. Singapore 12. Georgia 13. Martinique 14. Ấn Độ 15. Venezuela 16. Paraguay | 1. Thái Lan 2. Brazil 3. Ba Lan 4. Martinique 5. Tây Ban Nha 6. Venezuela 7. Philippines 8. Colombia |

## Phần phát biểu cảm nghĩ hay nhất*
Chú ý (*): Riêng năm nay, cuộc thi không có câu hỏi ứng xử. Các thí sinh sẽ được xem những hình ảnh liên quan đến các vấn đề về môi trường được chiếu trên màn hình và phải nêu cảm nghĩ về chúng. Hoa hậu Trái Đất 2009 đã xem hình ảnh về ô nhiễm không khí ở các quốc gia trên thế giới.
Phần phát biểu của Hoa hậu Trái Đất 2009: "Tôi đến từ một đất nước có rừng nhiệt đới lớn nhất trên thế giới, và nó còn được gọi là 'lá phổi của thế giới'. Nhưng chúng tôi không thể chỉ nói rằng chúng tôi là 'lá phổi của thế giới' bởi vì đất nước tôi cũng sản sinh ra rất nhiều các tác nhân gây ô nhiễm không khí." - Larissa Ramos, đại diện của Brazil.

## Ban giám khảo
| Số thứ tự | Giám khảo           | Nghề nghệp, chức vụ                                                                                                  |
| --------- | ------------------- | --- |
| 1         | Gina Watkins        | Nhà chiến lược giải trí, diễn giả và nhà sản xuất công cộng tại Hoa Kỳ về Beverly Hills                              |
| 2         | Joe Marie Agriam    | Chủ tịch Phòng Thương mại và Công nghiệp Iloilo, nhà xuất bản tạp chí lối sống hàng đầu của Iloilo CREAM             |
| 3         | Bùi Thúy Hạnh       | Giám đốc chuyên môn Công ty Elite, đại diện của Việt Nam tại Hoa hậu Trái Đất 2004                                   |
| 4         | Erwin Genuino       | Nhà môi trường học, nhà Giáo dục, Chủ tịch Trường Đại học Trace                                                      |
| 5         | Tyrena Holley       | Lãnh sự thương mại, Bộ Thương mại Hoa Kỳ                                                                             |
| 6         | Bobby Horrigan      | Chủ khách sạn, Tổng giám đốc của Discovery Suites                                                                    |
| 7         | Agnesa Vuthaj       | Giám đốc quốc gia của Tổ chức Hoa hậu Kosovo, đại diện của Albania tại Hoa hậu Thế giới 2004 và Hoa hậu Hoàn vũ 2005 |
| 8         | Noel Cariño         | Chủ tịch của Boracay Fairways và Bluewater                                                                           |
| 9         | Priscilla Meirelles | Hoa hậu Trái Đất 2004 đến từ Brazil                                                                                  |

## Nhạc nền
- Phần mở đầu: "Celebration" của Madonna
- Phần thi áo tắm: "Cover Girl" của RuPaul và "Run The Show" của Kat DeLuna
- Phần thi trang phục dạ hội:

## Dẫn chương trình
- Marc Saw Nelson
- Borgy Manotoc
- Sarah Meier

## Các vòng thi bán kết

### Sắc đẹp vì một mục tiêu
Các thí sinh của cuộc thi đã tham quan các hòn đảo ở Philippines với chủ đề "Lối sống xanh" và tuyên truyền về việc sử dụng vật liệu có thể tái chế. Ngoài ra, họ cũng tham gia vào các hoạt động bảo vệ môi trường sống như trồng cây xanh, tham quan trường học ở các tỉnh như Ilocos, Laguna, Negros Occidental, Albay, Pampanga, Bulacan, Rizal, Pangasinan, Batangas, Iloilo và Manila.

### Ra mắt báo chí
Ngày 4 tháng 11, tất cả các cô gái đã có buổi ra mắt trên những phương tiện truyền thông địa phương và quốc tế tại Mader's Garden ở Pasig. Họ chia sẻ những công việc họ sẽ làm vì môi trường.
Một số hình ảnh của các cô gái

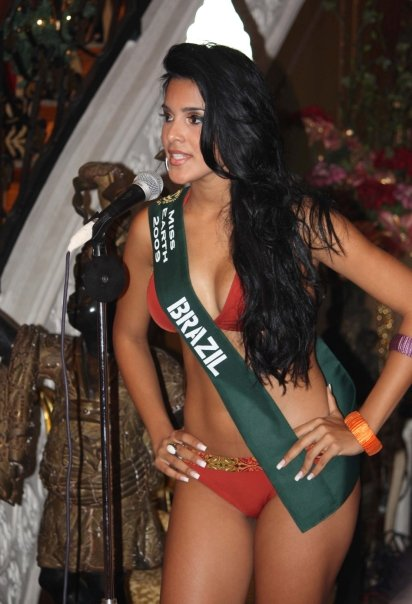
Larissa Ramos Hoa hậu Brazil
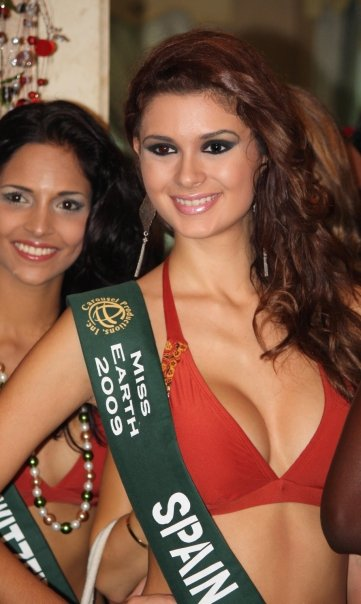
Alejandra Echevarria Hoa hậu Tây Ban Nha
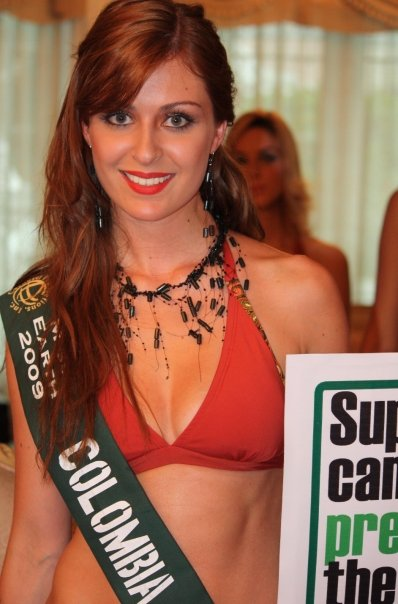
Alejandra Castillo Hoa hậu Colombia
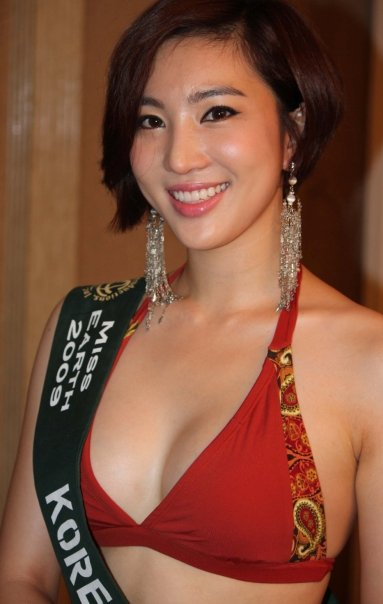
Park Ye-ju Hoa hậu Hàn Quốc
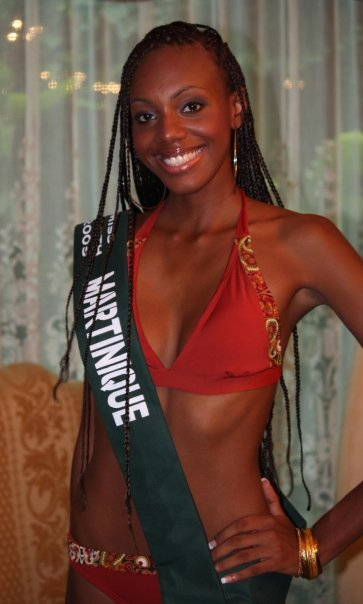
Pascale Nelide Hoa hậu Martinique
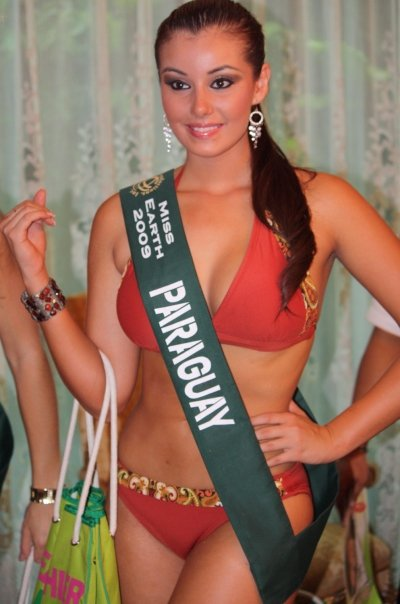
Gabriela Rejala Hoa hậu Paraguay
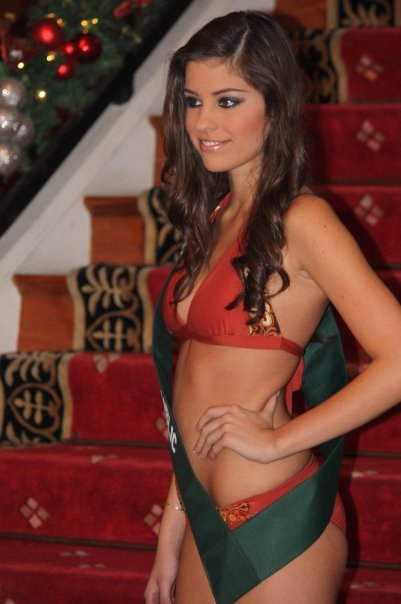
Tereza Budková Hoa hậu Cộng hòa Séc
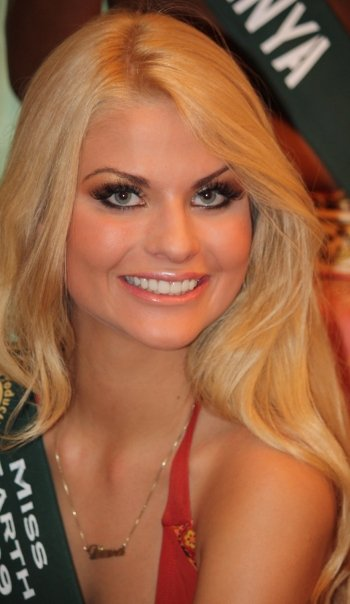
Diana Kubasova Hoa hậu Latvia
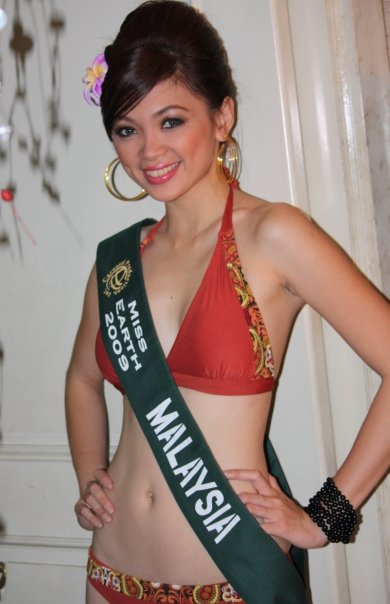
Madelyne M.Nandu Hoa hậu Malaysia
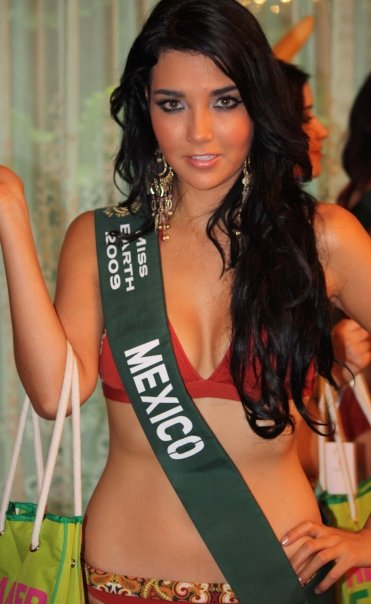
Natalia Quiñónez Hoa hậu Mexico
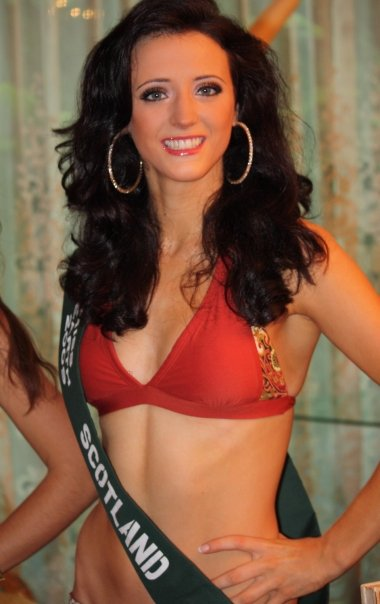
Sarah Finlay Hoa hậu Scotland
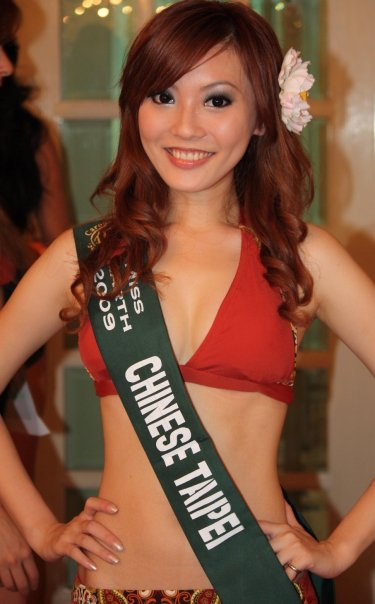
Chen Yi-Wen Hoa hậu Trung Hoa Đài Bắc
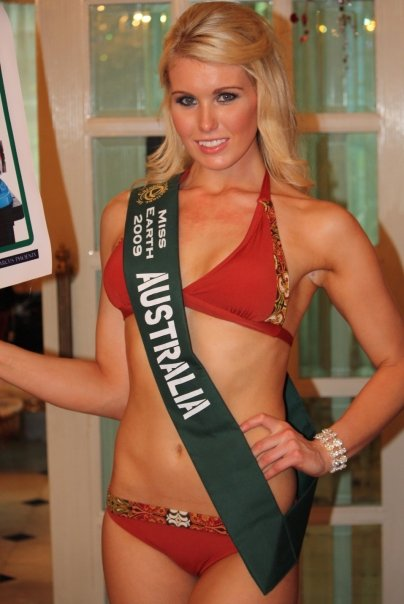
Melinda Heffernan Hoa hậu Úc
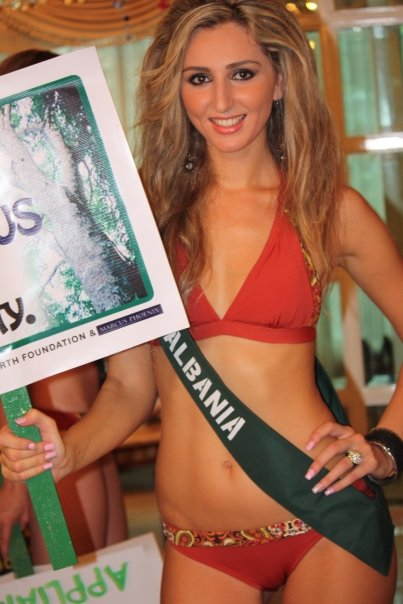
Suada Saliu Hoa hậu Albania
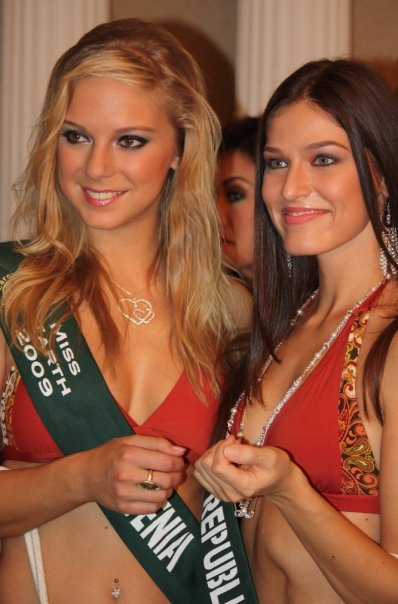
Maja Jamnik and Lea Sindlerova Hoa hậu Slovenia và Hoa hậu Slovakia
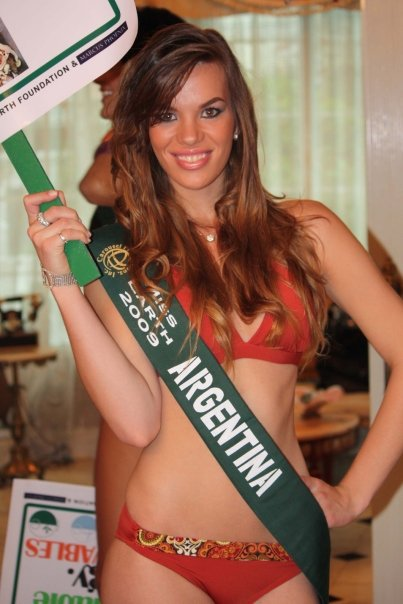
Gisela Menossi Hoa hậu Argentina

## Thí sinh tham dự
Cuộc thi năm nay có 80 thí sinh tranh tài:
| Quốc gia/Lãnh thổ        | Thí sinh                  | Tuổi | Chiều cao (cm) | Chiều cao (ft) | Quê hương                | Nhóm |
| ------------------------ | ------------------------- | ---- | -------------- | -------------- | ------------------------ | ---- |
| Albania                  | Suada Saliu               | 22   | 179            | 5'10"          | Lezha                    | 1    |
| Argentina                | Gisela Menossi            | 21   | 180            | 5'11"          | Río Cuarto               | 2    |
| Úc                       | Melinda Heffernan         | 24   | 173            | 5'8"           | Cremorne                 | 1    |
| Bahamas                  | Krystal Brown             | 23   | 173            | 5'8"           | Nassau                   | 1    |
| Bỉ                       | Isabel van Hoof           | 18   | 172            | 5'7"           | Antwerpen                | 2    |
| Brazil                   | Larissa Ramos             | 20   | 178            | 5'10"          | Manaus                   | 3    |
| Canada                   | Lateesha Ector            | 24   | 177            | 5'9.5"         | Pierrefonds              | 2    |
| Trung Quốc               | Yan Xu                    | 20   | 178            | 5'10"          | Sơn Đông                 | 1    |
| Đài Bắc Trung Hoa        | Chen Yi-Wen               | 21   | 173            | 5'8"           | Đài Bắc                  | 3    |
| Colombia                 | Alejandra Castillo Múnera | 22   | 177            | 5'10"          | Bogota                   | 1    |
| Costa Rica               | Malena Orozco             | 21   | 183            | 6'0"           | Cartago                  | 2    |
| Cuba                     | Jamillette Gaxiola        | 20   | 175            | 5'9"           | La Habana                | 1    |
| Séc                      | Tereza Budková            | 19   | 176            | 5'9"           | Sezimovo Ústí            | 1    |
| Đan Mạch                 | Patrica Tjornelund        | 22   | 179            | 5'10"          | Copenhagen               | 1    |
| Cộng hòa Dominican       | Mariel Garcia             | 24   | 178            | 5'10"          | San Francisco de Macoris | 1    |
| Ecuador                  | Diana Delgado             | 25   | 172            | 5'7"           | Manta                    | 2    |
| El Salvador              | Mayra Aldana              | 23   | 173            | 5'8"           | San Salvador             | 3    |
| Anh                      | Kirsty Nichol             | 19   | 173            | 5'8"           | Islington                | 2    |
| Pháp                     | Magalie Thierry           | 22   | 176            | 5'9"           | Froideconche             | 3    |
| Gabon                    | Marlyne Lea Ayenne        | 22   | 175            | 5'9"           | Libreville               | 1    |
| Georgia                  | Nona Diakonidze           | 19   | 175            | 5'9"           | Tbilisi                  | 1    |
| Ghana                    | Mariam Abdul Rauf         | 21   | 173            | 5'8"           | Northern Region          | 2    |
| Hy Lạp                   | Triantafyllia Sarantinou  | 21   | 178            | 5'10"          | Athens                   | 3    |
| Guadeloupe               | Marie-Ange Seymour        | 19   | 173            | 5'8"           | Le Moule                 | 2    |
| Guam                     | Maria Luisa Santos        | 24   | 173            | 5'8"           | Dededo                   | 3    |
| Guatemala                | Hamy Tejeda               | 24   | 177            | 5'10"          | Thành phố Guatemala      | 3    |
| Honduras                 | Alejandra Mendoza         | 19   | 175            | 5'9"           | La Lima                  | 3    |
| Hồng Kông                | Wang Shan Shan            | 20   | 172            | 5'7"           | Tân Cương                | 1    |
| Hungary                  | Korinna Kocsis            | 18   | 173            | 5'8"           | Jákfa                    | 1    |
| Ấn Độ                    | Shriya Kishore            | 23   | 179            | 5'10.5"        | Mumbai                   | 2    |
| Indonesia                | Nadine Zamira Syarief     | 25   | 168            | 5'6"           | Jakarta                  | 1    |
| Israel                   | Noy Michaelov             | 24   | 177            | 5'10"          | Jerusalem                | 1    |
| Ý                        | Luna Isabella Voce        | 21   | 175            | 5'9"           | Milan                    | 2    |
| Jamaica                  | Jenaae Jackson            | 19   | 178            | 5'10"          | Kingston                 | 1    |
| Nhật Bản                 | Takada Tomomi             | 22   | 172            | 5'7"           | Tokyo                    | 1    |
| Kenya                    | Catherine Muturi          | 24   | 178            | 5'10"          | Gatundu                  | 2    |
| Hàn Quốc                 | Park Ye-ju                | 22   | 173            | 5'8"           | Seoul                    | 2    |
| Kosovo                   | Elsa Marku                | 18   | 175            | 5'8"           | Pristina                 | 2    |
| Latvia                   | Diana Kubasova            | 20   | 173            | 5'8"           | Riga                     | 1    |
| Liban                    | Nicole Lichaa Khoury      | 18   | 172            | 5'7"           | Beirut                   | 3    |
| Luxembourg               | Theodora Bănică           | 21   | 170            | 5'7"           | Thành phố Luxembourg     | 2    |
| Ma Cao                   | Jia Pei                   | 20   | 175            | 5'9"           | Ma Cao                   | 3    |
| Malaysia                 | Madeline Nandu            | 23   | 173            | 5'8"           | Sabah                    | 2    |
| Malta                    | Alison Gallea Valletta    | 21   | 172            | 5'7"           | Attard                   | 3    |
| Martinique               | Pascale Nelide            | 18   | 180            | 5'11"          | Fort de France           | 1    |
| Mexico                   | Natalia Quiñónez          | 23   | 178            | 5'10"          | Zapopan                  | 3    |
| Nepal                    | Richa Thapa Magar         | 24   | 164            | 5'5"           | Kathmandu                | 3    |
| Hà Lan                   | Sabrina Anijs             | 21   | 175            | 5'9"           | Den Haag                 | 2    |
| New Zealand              | Catherine Irving          | 19   | 172            | 5'7"           | Waverley                 | 2    |
| Nigeria                  | Modesta Alozie            | 21   | 175            | 5'9"           | Abia                     | 3    |
| Bắc Ireland              | Kayleigh O'Reilly         | 18   | 178            | 5'10"          | Ballymena                | 3    |
| Pakistan                 | Ayesha Gilani             | 26   | 170            | 5'7"           | Lahore                   | 1    |
| Panamá                   | Geraldine Higuera         | 20   | 171            | 5'7"           | La Chorrera              | 2    |
| Paraguay                 | Gabriela Rejala           | 20   | 175            | 5'9"           | Ñemby                    | 3    |
| Perú                     | Leticia Rivera            | 21   | 179            | 5'10"          | Cajamarca                | 3    |
| Philippines              | Sandra Inez Seifert       | 25   | 175            | 5'9"           | Bacolod                  | 2    |
| Ba Lan                   | Izabela Wilczek           | 23   | 177            | 5'10"          | Pabianice                | 1    |
| Puerto Rico              | Dignelis Jiménez          | 25   | 171            | 5'7"           | Arecibo                  | 3    |
| Nga                      | Ksenia Podsevatkina       | 22   | 178            | 5'10"          | Moskva                   | 2    |
| Samoa                    | Varuna Curry              | 21   | 175            | 5'8"           | Apia                     | 3    |
| Scotland                 | Sarah Finlay              | 23   | 170            | 5'7"           | Glasgow                  | 3    |
| Serbia                   | Dijana Milojkovic         | 22   | 175            | 5'8"           | Cuprija                  | 2    |
| Singapore                | Valerie Lim               | 24   | 180            | 5'11"          | Singapore                | 3    |
| Slovakia                 | Lea Sindlerova            | 22   | 170            | 5'7"           | Nitra                    | 2    |
| Slovenia                 | Maja Jamnik               | 18   | 175            | 5'9"           | Ljubljana                | 3    |
| Nam Phi                  | Chanel Grantham           | 20   | 175            | 5'9"           | Durban                   | 1    |
| Nam Sudan                | Aheu Deng                 | 18   | 196            | 6'5"           | Juba                     | 2    |
| Tây Ban Nha              | Alejandra Echevarria      | 20   | 180            | 5'11"          | Jaén                     | 1    |
| Thụy Điển                | Giulia Simone Olsson      | 19   | 175            | 5'9"           | Stockholm                | 2    |
| Thụy Sĩ                  | Graziella Rogers          | 22   | 171            | 5'7"           | Lyss                     | 3    |
| Tahiti                   | Niuriki Teremate          | 21   | 173            | 5'8"           | Punaauia                 | 3    |
| Tanzania                 | Evelyne Almasi            | 24   | 180            | 5'11"          | Dar-Es-Salaam            | 3    |
| Thái Lan                 | Rujinan Phanseethum       | 20   | 172            | 5'7"           | Udon Thani               | 3    |
| Tonga                    | Mary Greatz               | 21   | 173            | 5'8"           | Nuku'alofa               | 2    |
| Thổ Nhĩ Kỳ               | Gözde Zay                 | 26   | 175            | 5'8"           | Istanbul                 | 2    |
| Quần đảo Turks và Caicos | Alison Capron             | 23   | 172            | 5'7"           | Providenciales           | 2    |
| Ukraine                  | Karina Golovata           | 21   | 178            | 5'10"          | Kiev                     | 1    |
| Hoa Kỳ                   | Amy Diaz                  | 25   | 168            | 5'6"           | North Providence         | 2    |
| Venezuela                | Jessica Barboza           | 22   | 174            | 5'8"           | Maracaibo                | 1    |
| Wales                    | Dominique Dyer            | 20   | 170            | 5'7"           | Neath Port Talbot        | 2    |

## Vương miện mới
Ban tổ chức Hoa hậu Trái Đất thông báo sẽ thiết kế một chiếc vương miện mới cho Tân Hoa hậu năm nay. Vương miện được thiết kế bởi một nhà thiết kế trang sức bảo vệ môi trường đến từ Florida, Ramona Haar, thợ kim hoàn chính thức của cuộc thi.
Vương miện mới được làm từ 100% kim loại quý tái chế: vàng 14kt và bạc argentums. Đá quý được sử dụng là đá quý được quyên góp từ hơn 80 quốc gia. Các loại đá quý đã được gửi dưới nhiều hình thức khác nhau: mặt, cabon, hạt hoặc thô. Nhà thiết kế đã đi đến Jaipur, Ấn Độ để có những viên đá quý này được cắt theo kích thước yêu cầu.
Ở giữa vương miện có một bông hoa tượng trưng cho mẹ Trái Đất, lấy cảm hứng từ câu nói của nhà thơ người Mỹ Ralph Waldo Emerson: "Trái Đất cười trong hoa". Những đường cong nhẹ nhàng trên vương miện tượng trưng cho "sự đoàn kết" và "tinh thần hợp tác"

## Chú ý

### Thông tin trước chung kết
Ban tổ chức đã thông báo rằng năm nay sẽ chọn ra 18 thí sinh bước vào vòng Bán kết. Tuy nhiên, trước khi đêm chung kết diễn ra, thông báo trên đã bị hủy bỏ và chỉ có 16 cô gái được đi tiếp như các năm trước.

### Tham gia lần đầu
- Gabon
- Tonga

### Bỏ cuộc
Thí sinh được xác nhận nhưng không tham gia.
- Curaçao – Amada Hernandez
- Iraq – Aure Arnulf
- Zambia – Esther Sitali Banda

Thí sinh được xác nhận nhưng đã bị xóa tên 6 ngày trước khi cuộc thi bắt đầu.
- Bolivia – Dominique Peltier
- Bosna và Hercegovina – Lejla Adrovic
- Croatia – Vinka Groseta
- Ethiopia – Genet Denoba Ogeto
- Kazakhstan – Inessa Nazarova
- Malawi – Queen Christie Tembo
- Romania – Roxana Ilie

Thí sinh bỏ cuộc với nhiều lý do.
- Botswana – Tumisang Sebina không được tham gia vì không đạt yêu cầu về chiều cao.
- Nicaragua – Maritza Rivas không thể tham gia do gặp vấn đề về visa.
- Việt Nam – Trương Thị May bị bong gân chân trái khiến cô phải hạn chế đi lại ít nhất 10 ngày. Cô đã góp mặt trong đêm chung kết với tư cách khách mời đặc biệt.[132]

Quốc gia bỏ cuộc vì gặp vấn đề về tài chính.
| - Bhutan - Congo - Cộng hòa Dân chủ Congo - Đức - Phần Lan - Liberia - Litva - Rwanda - Suriname - Uganda |

### Sự trở lại
- Tham dự lần cuối năm 2006:
  -  Puerto Rico
  -  Samoa
- Tham dự lần cuối năm 2007:
  -  Đan Mạch
  -  Guatemala
  -  Hồng Kông
  -  Kenya
  -    Nepal
  -  Paraguay
  -  Ukraine

### Tham gia nhiều cuộc thi
Các thí sinh tham gia nhiều cuộc thi sắc đẹp khác:
| Hoa hậu Hoàn vũ - 2011: Singapore – Valerie Lim - 2013: Ý – Luna Voce Hoa hậu Thế giới - 2007: Guatemala – Hamy Tejeda - 2008: Paraguay – Gabriela Rejala Hoa hậu Quốc tế - 2003: Puerto Rico – Dignelis Jiménez - 2008: Ý – Luna Voce - 2011: Venezuela – Jessica Barboza (Á hậu 1) Hoa hậu Liên lục địa - 2009: Liban – Nicole Lichaa Khoury - 2009: Slovakia – Lea Sindlerova - 2010: Tonga – Mary Greatz - 2012: Latvia – Diana Kubasova (Bán kết) Hoa hậu Siêu quốc gia - 2013: Latvia – Diana Kubasova (Top 15) Hoa hậu Hòa bình Quốc tế - 2013: Cuba - Jamillette Gaxiola (Top 10) Miss All Nations - 2010: Latvia – Diana Kubasova (Chiến thắng) Vẻ đẹp của thế giới - 2009: Gabon – Marlyne Lea Ayenne (Á hậu 3) - 2010: Pakistan – Ayesha Gilani (Vẻ đẹp của châu Á) | Hoa hậu Du lịch Thế giới - 2004: Puerto Rico – Dignelis Jiménez (Á hậu 2, Trang phục dạ hội đẹp nhất) Hoa hậu Du lịch Quốc tế - 2009: Nhật Bản – Takada Tomomi Nữ hoàng Du lịch Quốc tế - 2009: Nepal – Richa Thapa Magar - 2009: Pakistan – Ayesha Gilani Nữ hoàng Du lịch Quốc tế của năm - 2010: Costa Rica – Malena Orozco Hoa hậu Bikini Quốc tế - 2010: Latvia – Diana Kubasova (Miss Bikini Winter) Reinado Internacional del Café - 2008: Guatemala – Hamy Tejeda Reina de la Costa Maya Internacional - 2008: Honduras – Alejandra Mendoza (Á hậu 2, Trang phục truyền thống đẹp nhất) Siêu mẫu thế giới - 2012: Ý – Luna Voce (Chiến thắng) |

### Thông tin về một số thí sinh
- Honduras – Alejandra Mendoza, người chiến thắng trong cuộc thi Hoa hậu Honduras Belleza Nacional 2007-2008 (Hoa hậu Honduras 2007-2008), được cho là đại diện của Honduras tại cuộc thi Hoa hậu Trái Đất 2008, nhưng không thể thi đấu. Cô dự thi năm nay.
- Philippines – Sandra Seifert là một thí sinh trong cuộc thi Binibining Pilipinas 2009 (Hoa hậu Philippines 2009), nhưng bị loại vì đã chụp ảnh trong trang phục bikini trong một tạp chí dành cho nam giới. Sinh ra ở Đài Loan, cô là đại diện đầu tiên không sinh ra ở Philippines. Cha của Seifert là người gốc Đức và mẹ cô là người Philippines.
- Nam Sudan – Aheu Deng có chiều cao 196 cm. Cô được Sách Kỷ lục Guinness ghi nhận là nữ hoàng sắc đẹp cao nhất thế giới.
- Hoa Kỳ – Amy Diaz từng tham dự cuộc thi Miss USA 2008 và lọt vào Top 15.[135] Cô mang một nửa dòng máu Cộng hòa Dominican.

## Thông tin thêm
- Hoa hậu Trái Đất năm nay góp mặt trong Top 5 Hoa hậu của các Hoa hậu (giải thưởng do Globalbeauties bình chọn) và xếp thứ 2 chung cuộc.